# Бранислав Михајловић (сликар)
Бранислав Михајловић (Београд, 14. јун 1961) српски је сликар. Михајловић живи и ради у Португалу.

## Биографија
Бранислав је рођен у Београду, Југославија 1961. године, у уметничкој породици (његов отац Драгослав Михајловић је писац, а сестра Милица Михајловић је позоришна и филмска глумица).
У раном детињству почиње да се бави ликовном уметношћу у Ликовном атељеу тадашњег Дома пионира у Београду под руководством сликарке и педагога Лепосаве Туфегџић. Учествовао је у великом броју изложби Ликовног атељеа и освојио више награда.
Студирао је сликарство на Факултету ликовних уметности Универзитета уметности у Београду од 1981. до 1987. године где је магистрирао сликарство 1989. године. Крајем исте године сели се у Холандију, а наредне две године проводи на релацији Амстердам – Београд – Пореч. Са избијањем грађанских ратова у Југославији, његова правна и финансијска ситуација у Холандији се погоршала и морао је да се врати у Београд.
У лето 1992. нашао се у Португалу и одлучио да се трајно настани у Кашкаишу, где и данас живи са породицом.
Одржао је скоро сто самосталних изложби и учествовао на више стотина групних изложби, уметничких сајмова и салона у Португалу, Србији, Холандији и Шпанији. Више пута је награђиван за свој рад.